# Rhyparus occidentalis
Rhyparus occidentalis är en skalbaggsart som beskrevs av Renaud Maurice Adrien Paulian 1990. Rhyparus occidentalis ingår i släktet Rhyparus och familjen Aphodiidae. Inga underarter finns listade i Catalogue of Life.